# Iurie Burlacu
Iurie Burlacu (n. 20 august 1966, Hădărăuți, raionul Ocnița, Republica Moldova) este un pictor moldovean .
A absolvit în 1990 facultatea de arhitectură a Institutului Politehnic din Chișinău.